# Сазонова, Ирина Михайловна
Ирина Михайловна Сазонова (родилась 2 сентября 1991 года в Вологде) — российская спортсменка, мастер спорта международного класса, выступает на международных соревнованиях за Исландию.

## Биография
Ирина Сазонова училась и тренировалась в СДЮШОР № 1 (тренер Ольга Ковалева) города Вологды. В 2005 году, выступая в группе юниорок, она заняла третье место на международных соревнованиях по спортивной гимнастике в Петербурге. В 2006 году Сазонова на международном турнире на кубок олимпийского чемпиона Михаила Воронина заняла первые места на брусьях и в вольных упражнениях. По результатам соревнований ей было присвоено звание мастера спорта международного класса.
Не доучившись один год в институте, она уехала в Исландию. В настоящее время она живёт и тренируется с российским тренером в Исландии. Её родители проживают в Вологде.
Как российская спортсменка, она выступала в 2009 году на Российском чемпионате по спортивной гимнастике, на чемпионате России 2010 года по художественной гимнастике и на летней Универсиаде в 2011 году. В феврале 2015 года в Москве заняла третье место на международном турнире.
Представляя Исландию, она выступала на чемпионате мира по спортивной гимнастике 2015 года в Глазго.
Выступала за Исландию на Олимпийских играх в Рио-де-Жанейро. На Олимпиаде в Рио-деЖанейро Сазонова выступила в квалификации в индивидуальном многоборье и заняла 40 место.